# 慧皎
慧皎（497年—554年），南朝梁人，會稽上虞（今屬浙江）人。
博通佛教經律，早年在會稽嘉祥寺傳道，春夏兩季講經傳法，秋冬兩季專心著述。承聖二年（553年）為避侯景兵亂，遷居湓城（今江西九江），仍不廢講說。次年二月逝世。葬於廬山禪閣寺墓。所著《涅槃經義疏》10卷和《梵網經疏》3卷，早佚。現存《高僧傳》14卷。
近代史家陳垣指出：“慧皎著書，提倡高蹈，故特改名僧為高僧。道宣戒律精嚴，對沙門不拜王者一事，爭之甚力，皆僧人之具有節概者，有專書名《沙門不應拜俗等事》。……赞宁之书，不提倡高蹈，与慧皎异；又沾染五代时乡愿习气，以媚世为当，故持论与道宣又异。”